# Charles Haskins Townsend
Charles Haskins Townsend (Parnassus, 1859 – 1944) è stato uno zoologo statunitense.
Tra il 1897 e il 1902 lavorò per la Commissione della Pesca degli Stati Uniti, come capo della divisione dell'industria ittica. In seguito divenne direttore dell'Acquario di New York a Castle Garden, dal 1902 fino al suo ritiro nel 1937. Scrisse numerose opere sulla pesca, la caccia alla balena, le foche da pelliccia e sull'esplorazione e la fauna degli abissi.